# Dzieje folklorystyki w Europie
Dzieje folklorystyki w Europie (Storia del folklore in Europa) – dzieło wybitnego etnologa i folklorysty Giuseppe Cocchiary wydane w 1952 roku we Włoszech. Jest to monumentalna  synteza dziejów folklorystyki europejskiej od czasów Odrodzenia do połowy XX wieku. Książka była kilkakrotnie wznawiana i przetłumaczona m.in. na język rosyjski i węgierski. Wydanie polskie uzupełnione jest o wstęp i rozdział poświęcony folklorystyce polskiej napisane przez Juliana Krzyżanowskiego.